# Scatopsciara crassivena
Scatopsciara crassivena är en tvåvingeart som beskrevs av Werner Mohrig 1996. Scatopsciara crassivena ingår i släktet Scatopsciara och familjen sorgmyggor. Inga underarter finns listade i Catalogue of Life.